# Karl Dönitz
Karl Dönitz (n. 16 septembrie 1891 – d. 24 decembrie 1980) a fost un amiral și om politic german, care după sinuciderea lui Adolf Hitler a îndeplinit pentru scurt timp, în perioada 30 aprilie - 23 mai 1945, funcția de președinte al Germaniei.
În decursul celui de-al Doilea Război Mondial, Dönitz a fost comandantul flotei militare germane.
În cadrul proceselor de la Nürnberg, Dönitz a fost găsit vinovat de crime de război și a fost condamnat la zece ani de închisoare. Și-a executat pedeapsa integral la penitenciarul din sectorul Spandau din Berlin, unde erau deținuți foștii mari demnitari ai Germaniei Naziste: Rudolf Hess, Erich Raeder, Walther Funk, Albert Speer, Baldur von Schirach și Konstantin von Neurath, condamnați la diverse termene de detenție pentru crime de război și alte delicte.